# کاستل سان وینچنتزو
کاستل سان وینچنتزو (به ایتالیایی: Castel San Vincenzo) یک کومونه در ایتالیا است که در استان ایسرنیا واقع شده‌است.

## خصوصیات
کاستل سان وینچنتزو ۲۲٫۴ کیلومترمربع مساحت و ۵۱۶ نفر جمعیت دارد و ۷۴۹ متر بالاتر از سطح دریا واقع شده‌است.